# Terespol
Terespol – miasto w województwie lubelskim, w powiecie bialskim.
Pod względem historycznym Terespol leży na Polesiu, w dawnej ziemi brzeskiej. Miasto magnackie położone było w końcu XVIII wieku w powiecie brzeskolitewskim województwa brzeskolitewskiego. W latach 1975–1998 miasto administracyjnie należało do województwa bialskopodlaskiego.
Terespol jest miastem nadgranicznym położonym nad Bugiem, w polskiej części Polesia Brzeskiego. W Terespolu znajdują się kolejowe i drogowe przejścia graniczne z Białorusią.
Według danych GUS z 30 czerwca 2022 r. miasto liczyło 5197 mieszkańców.

## Historia
Miasto powstało na bazie osiedla wiejskiego Błotków, wzmiankowanego w II połowie XIII wieku. Błotków w 1512 leżał w wójtostwie brzeskim. W 1614 wieś stała się własnością Zygmunta III Wazy.
Historycznie miasto związane jest z rodami: Flemingów, Słuszków i Czartoryskich. To kasztelan wileński Józef Bogusław Słuszka nadał nowo utworzonemu miastu dzisiejszą nazwę Terespol, dla uhonorowania swojej małżonki Teresy. W Terespolu także przyszła najprawdopodobniej na świat Izabella Czartoryska, pani Puław. Majątek Terespol jeszcze w XVIII w. był największą posiadłością Czartoryskich.
Terespol jest otoczony pocarskimi fortyfikacjami, położony pośród bagien. Podczas projektowania Twierdzy Brzeskiej centrum Terespola przesunięto o dwie wiorsty na zachód, a centrum Brześcia dwie wiorsty na wschód. Jednocześnie zmieniono nieco bieg Bugu.
28 lipca 1944 roku podczas walk o Terespol zginęło 64 żołnierzy radzieckich.

## Struktura powierzchni
Według danych z roku 2002 Terespol ma obszar 10,2 km², w tym:
- użytki rolne: 56%
- użytki leśne: 4%

Miasto stanowi 0,37% powierzchni powiatu.

## Demografia
Dane z 30 czerwca 2004:
| Opis                              | Ogółem | Ogółem | Kobiety | Kobiety | Mężczyźni | Mężczyźni |
| --------------------------------- | ------ | ------ | ------- | ------- | --------- | --------- |
| Jednostka                         | osób   | %      | osób    | %       | osób      | %         |
| Populacja                         | 6002   | 100    | 3090    | 51,5    | 2912      | 48,5      |
| Gęstość zaludnienia [mieszk./km²] | 588,4  | 588,4  | 302,9   | 302,9   | 285,5     | 285,5     |

- Piramida wieku mieszkańców Terespola w 2014 roku[10]

## Dzielnice
| - Błotków Duży | - Błotków Mały | - Mieszczany | - Ogródki Łobaczewskie | - Rogatka | - Włóczki |

## Zabytki

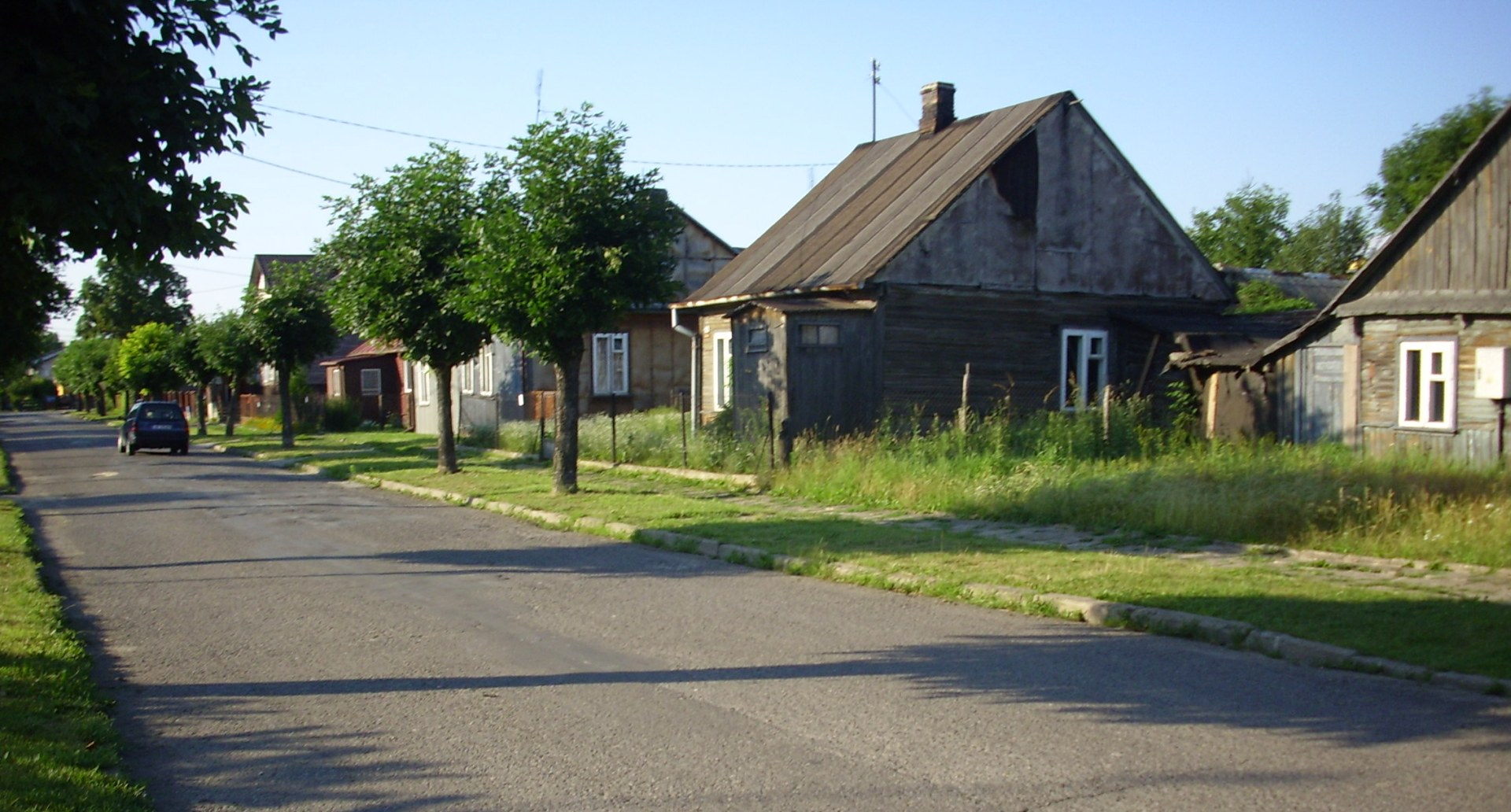
Stare drewniane domy

- podominikański kościół parafialny pw. Świętej Trójcy z 1863, następnie rozbudowany,
- żeliwny obelisk z 1825 r., upamiętniający budowę drogi Warszawa – Siedlce – Brześć,
- klasycystyczna prawosławna cerkiew parafialna św. Jana Teologa i dzwonnica z XVIII w.,
- drewniana prawosławna kaplica cmentarna Zmartwychwstania Pańskiego z 1892 na cmentarzu z XIX w.,
- przy granicy z Lebiedziewem carskie fortyfikacje.

## Gospodarka
Miasto nie posiada przemysłu. Jedyny istniejący kiedyś spory zakład przetwórstwa owoców i warzyw (produkował m.in. sławne terespolskie ogórki) upadł pod koniec lat 90. XX w. Dziś mieszkańcy utrzymują się głównie z handlu i usług oraz z pracy w firmach i instytucjach związanych z obsługą przejść granicznych, z Białorusią, o dużym natężeniu ruchu (obsługują one także lądowy ruch tranzytowy z Rosją), i wykorzystuje fakt położenia na granicy z Unią Europejską, oraz na trasie międzynarodowej E30 Cork (Irlandia) – Omsk (Rosja).

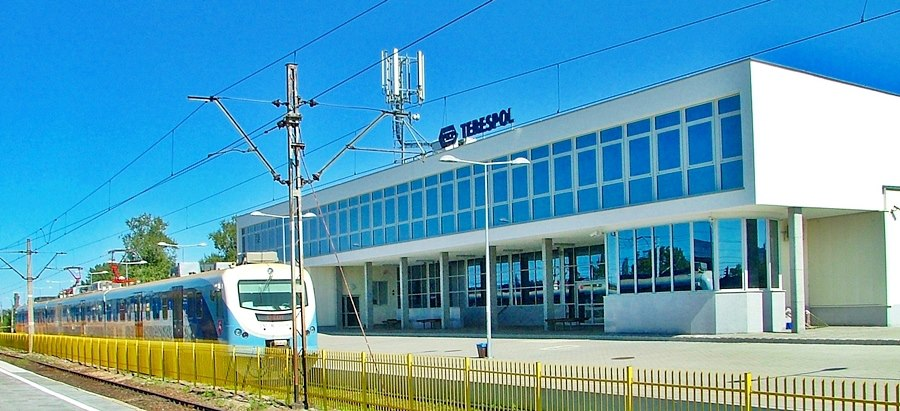
Dworzec kolejowy w Terespolu

W mieście i najbliższej okolicy znajdują się:
- przejście drogowe, z nowoczesnym, wyremontowanym terminalem
- przejście drogowe w Kukurykach (tranzytowe dla ruchu towarowego) z nowoczesnym terminalem do obsługi drogowego transportu samochodowego oraz specjalnie zbudowaną drogą celną
- przejście kolejowe (osobowe i towarowe)
- wielki kolejowy węzeł przeładunkowy Małaszewicze, dziś największa stacja przeładunkowa w Europie (otwarta 14 grudnia 1949), zlokalizowany jest na olbrzymich terenach w sąsiedztwie niewielkiej miejscowości Małaszewicze i innych okolicznych wsi. Leży on w europejskim korytarzu nr 2, na linii kolejowej E-20 Paryż – Berlin – Warszawa – Moskwa, na styku torów o szerokości 1520 mm i 1435 mm. Przeładowuje między pociągami obu szerokości ponad 5 mln ton ładunków rocznie.

## Ogólne informacje o Terespolu

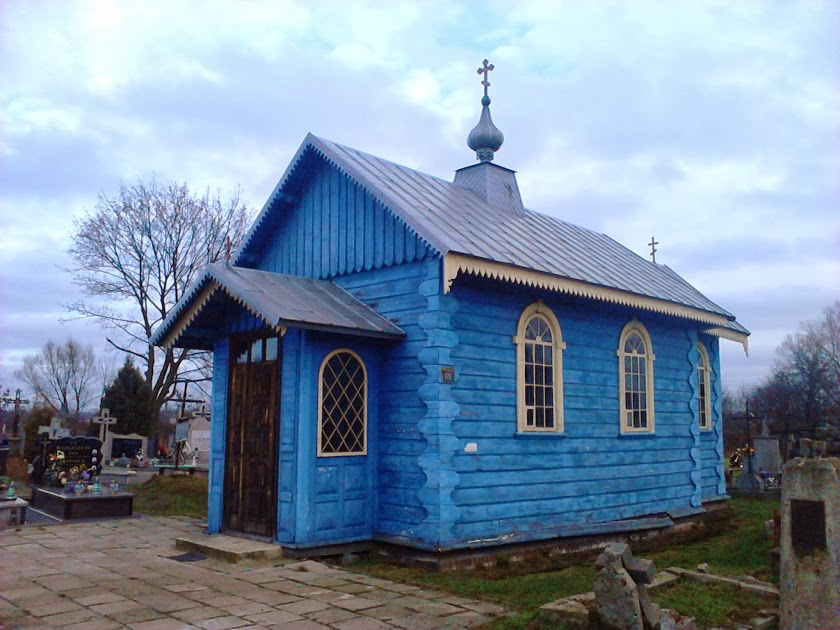
Prawosławna kaplica cmentarna

W miasteczku znajdują się świątynie: kościół rzymskokatolicki Świętej Trójcy, prawosławna cerkiew św. Apostoła Jana Teologa, prawosławna kaplica cmentarna Zmartwychwstania Pańskiego oraz kościół zielonoświątkowy Źródło Życia. Działają również wspólnoty religijne baptystów i zbór Świadków Jehowy.

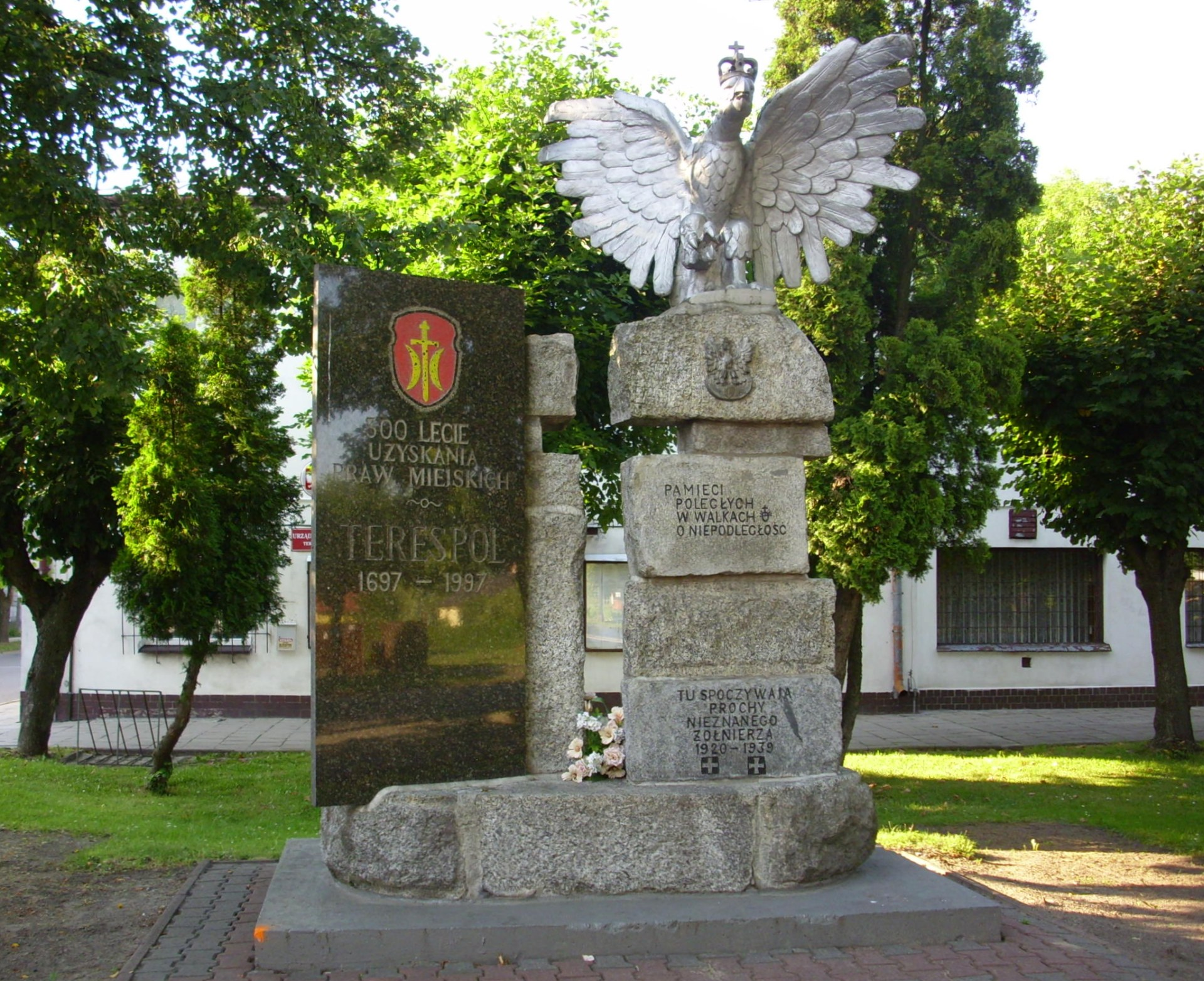
Pomnik Niepodległości

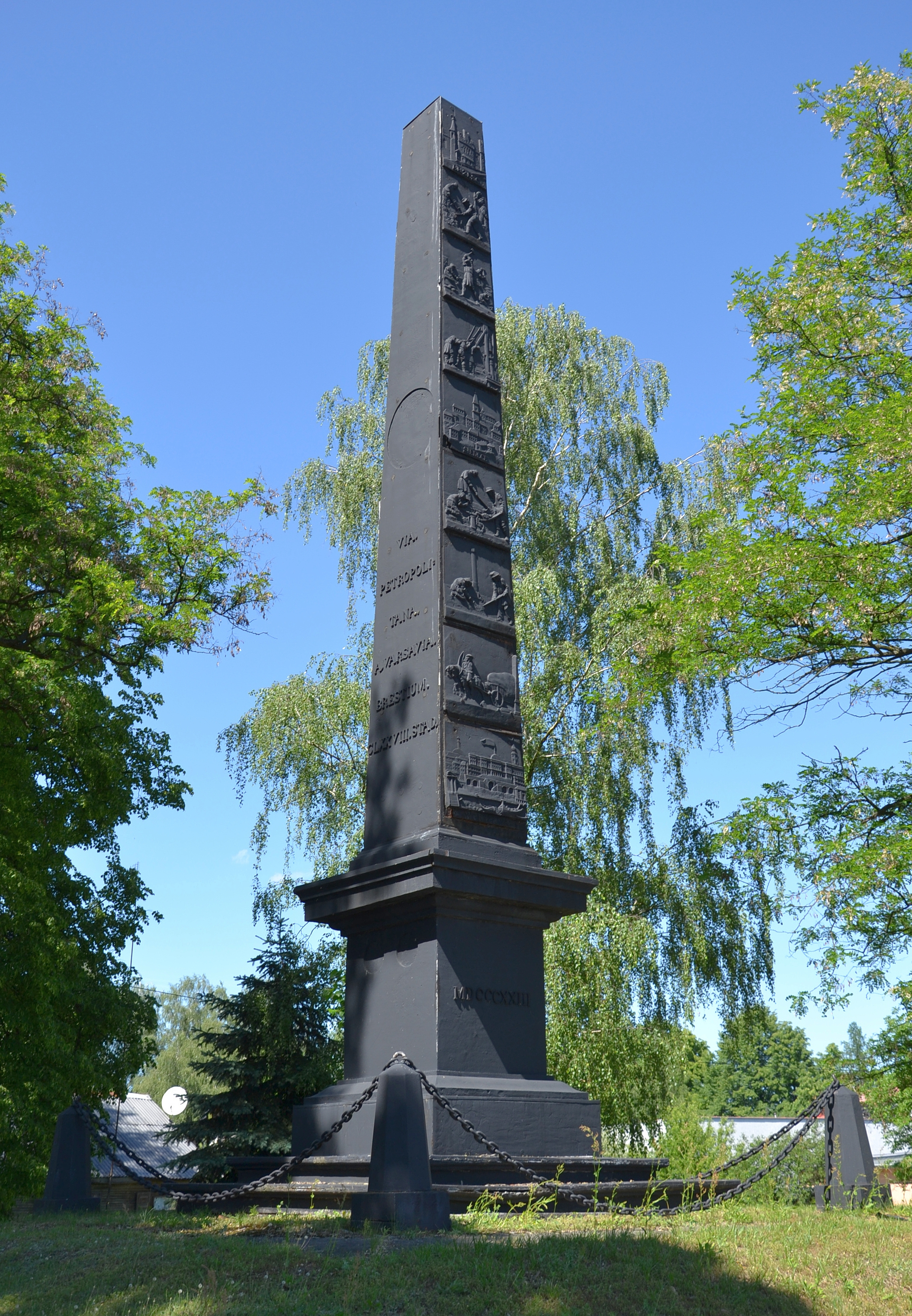
Żelazny obelisk z 1825 przy ul. Wojska Polskiego, upamiętniający budowę szosy brzeskiej (identyczny z warszawskim)

W Terespolu znajdują się dwie szkoły podstawowe przy ul. Sienkiewicza (nr 1) i przy Wojska Polskiego (nr 2). Ta druga mieści się w zespole szkół ogólnokształcących z liceami ogólnym i zawodowym. Są także dwa gimnazja. Przy zespole szkół stoi pamiątkowy obelisk żeliwny z 1825, ustawiony na pamiątkę budowy traktu Warszawa–Brześć (drugi identyczny monument znajduje się w Warszawie, przy ulicy Grochowskiej). W mieście jest jeszcze Pomnik Niepodległości, Pomnik Pamięci Żołnierzy Armii Czerwonej, Pomnik poległych w ochronie granicy żołnierzy WOP (na terenie jednostki Straży Granicznej) oraz ustawiony na uboczu przy torach kolejowych pomnik poświęcony ofiarom transportów kolejowych do obozów koncentracyjnych w okresie II wojny światowej.
Terespol w okresie PRL był siedzibą miasta i gminy. Od kilkunastu lat wieś (gmina) i miasto rozdzieliły się i są osobnymi organizmami administracyjnymi.
W mieście i w okolicach przetrwały forty z kompleksu Twierdzy Brzeskiej – w Terespolu, Łobaczewie Małym, Kobylanach i w Lebiedziewie przy drodze na Kodeń. Z miasta widać zaś szpic pomnika w centrum twierdzy, w Brześciu, już po stronie białoruskiej.

## Transport
W miejscowości znajdują się drogowe i kolejowe przejście graniczne z Białorusią.
- Droga krajowa nr 2: granica państwa – Świecko – Poznań – Warszawa – Terespol – granica państwa
- Droga wojewódzka nr 698: Siedlce – Łosice – Terespol
- Droga wojewódzka nr 816: Terespol – Sławatycze – Włodawa – Berdyszcze – Zosin

## Wspólnoty wyznaniowe

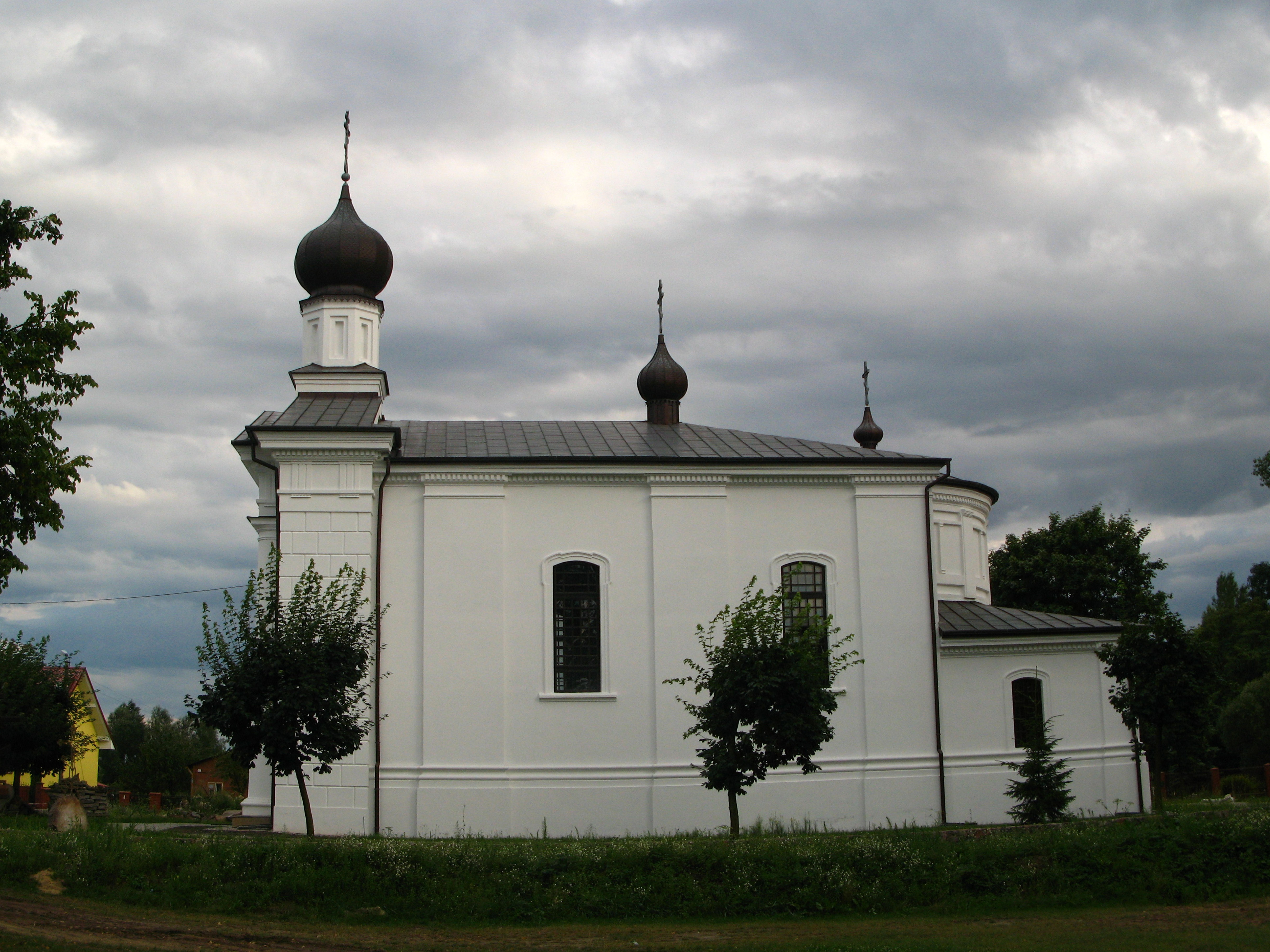
Cerkiew prawosławna św. Jana Teologa

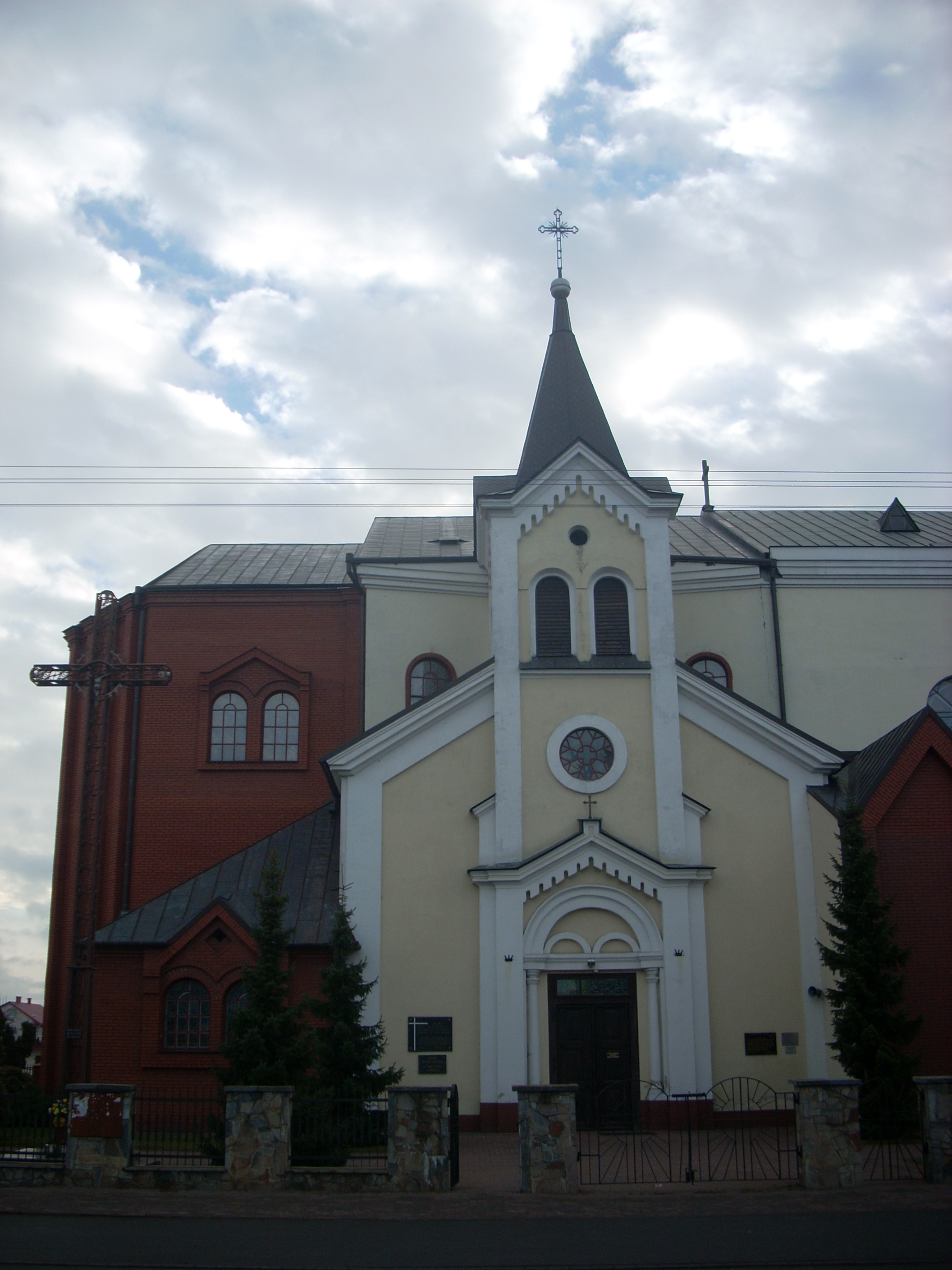
Zabytkowa część kościoła parafialnego Świętej Trójcy w Terespolu

Na terenie miasta działalność religijną prowadzą następujące Kościoły i związki wyznaniowe:
- Kościół rzymskokatolicki – dekanat Terespol:
  - parafia Świętej Trójcy
- Polski Autokefaliczny Kościół Prawosławny – dekanat Terespol:
  - parafia św. Jana Teologa
- Kościół Zielonoświątkowy:
  - zbór w Terespolu[13]
- Kościół Chrześcijan Baptystów:
  - misja; podlegająca pod zbór w Rokitnie
- Świadkowie Jehowy:
  - zbór Terespol (Sala Królestwa ul. Wojska Polskiego 28 lok. 1)[14]

## Sport
W mieście działają kluby sportowe:
- KP Granica – piłka nożna (w sezonie 2024/2025 gra w klasie A, grupie Biała Podlaska I)[15]
- MULKS Terespol